# Tymon de Weger
Tymon de Weger (Delft, 1955) is een Nederlands politicus en verkeerskundige. Namens de ChristenUnie is hij wethouder geweest in verschillende gemeenten: van 2002 tot 2006 in Enschede, van 2006 tot maart 2009 in Utrecht, van december 2009 tot december 2010 in Breukelen, van eind 2012 tot juni 2014 in Lansingerland en van december 2014 tot begin 2022 in Woerden.

## Loopbaan

### Opleiding en periode in Enschede
Tymon de Weger studeerde aan de Verkeersakademie in Tilburg en was daarna, vanaf 1980, werkzaam bij de Twentsche Electrische Tramweg Maatschappij (TET) in Enschede (later Oostnet) en bij het adviesbureau Keypoint Consultancy. Tussen 2012 en 2018 werkte De Weger als zelfstandig vervoereconoom.
Intussen was De Weger in 1990 gemeenteraadslid geworden in Enschede, eerst voor het Gereformeerd Politiek Verbond (GPV), vanaf 2000 (na de fusie van GPV en RPF) voor de ChristenUnie. In 2002 werd hij wethouder. In die functie was hij verantwoordelijk voor Werk, Inkomen, Zorg en het stadsdeel West.

### Utrecht
In 2006 werd hij voorgedragen voor het wethouderschap in Utrecht, waar zijn partij een coalitie vormde met de PvdA, het CDA en GroenLinks. De Weger kreeg de portefeuille Verkeer, Milieu, Publieksdienstverlening en Communicatie, Burgerzaken (excl. paspoorten, rijbewijzen en verkiezingen) en was wijkwethouder voor de wijk Vleuten-De Meern.
Een van de onderwerpen waar de wethouder zich mee bezighield was het Actieplan Luchtkwaliteit Utrecht (ALU). Dit plan, dat omstreden elementen bevatte zoals een nieuwe doorgaande weg in  het noordwesten van de stad, leidde op 14 maart 2009 tot een breuk in het college van B&W. GroenLinks weigerde het plan te steunen en werd uit het college gezet. Twee weken later (26 maart) steunde GroenLinks een motie van wantrouwen van de oppositiepartijen Leefbaar Utrecht en SP en de Groep-Mossel tegen wethouder De Weger omdat deze het Actieplan al naar het Rijk had gezonden vóór de raad geïnformeerd was, terwijl onduidelijk was in hoeverre de gemeenteraad het plan later nog zou kunnen wijzigen.
Als gevolg van deze motie moest Tymon de Weger aftreden als wethouder. Op 3 december 2009 heeft de gemeenteraad van Utrecht uiteindelijk ingestemd met het Actieplan Luchtkwaliteit.

### Breukelen
Na het beëindigen van zijn wethouderschap in Utrecht werd De Weger actief als zelfstandig adviseur en proces- en interim-manager. Op 8 december 2009 werd De Weger geïnstalleerd als ChristenUnie-wethouder in Breukelen. Hij volgde PvdA-wethouder Gerjet Wisse op, die vertrok na een conflict met de gemeenteraad. In Breukelen had De Weger onder meer de portefeuille Sociale en Economische Zaken en Sport onder zijn hoede. Per 1 januari 2011 kwam de functie van wethouder in Breukelen te vervallen als gevolg van de samenvoeging van deze gemeente met Loenen en Maarssen tot de nieuwe gemeente Stichtse Vecht.

### Lansingerland
Op 29 november 2011 werd De Weger wethouder Wonen en Milieu in de gemeente Lansingerland. Hij volgde ChristenUnie-wethouder Jan den Uil op, die was afgetreden vanwege mogelijke belangenverstrengeling. Op 2 juni 2014 werd De Weger opgevolgd door de nieuwe ChristenUnie-wethouder Ankie van Tatenhoven, die de portefeuille Sociale Zaken op zich nam.

### Woerden
Op 17 december 2014 werd hij wethouder in de gemeente Woerden voor de combifractie ChristenUnie-SGP. De Weger volgde de afgetreden wethouder Cor van Tuijl op en kreeg de portefeuilles Openbare Ruimte, Milieu en Handhaving. Tevens was hij wijkwethouder van Kamerik en de Bomen- en Bloemenbuurt.
In december 2016 trok de fractie ChristenUnie-SGP zich terug uit de coalitie waarop het College van B & W rustte, omdat de coalitiegenoten (in afwijking van het coalitieakkoord) in de gemeenteraad een voorstel hadden gesteund om wekelijkse koopzondagen mogelijk te maken. Toen een maand later gebleken was dat de breuk niet te lijmen was, trok Tymon de Weger de conclusie dat hij geen mandaat meer had en trad hij af als wethouder.
Van 7 maart 2017 tot 27 juni 2017 nam Tymon de Weger het wethouderschap waar voor wethouder Jacqueline Koops in de gemeente Stichtse Vecht.
Na de gemeenteraadsverkiezingen in 2018 nam de ChristenUnie-SGP in Woerden opnieuw deel aan het college. De Weger werd op 7 juni 2018 geïnstalleerd als wethouder voor deze partij. Zijn portefeuille omvat nu Bouwen en Wonen, Duurzaamheid en Energie, Erfgoed, Milieu en Grondstoffen, Welzijn, Schulden, Statushouders en Wijken. De Weger is wijkwethouder van Schilderskwartier en Snel en Polanen, Snellerpoort en Waterrijk.
Na de gemeenteraadsverkiezingen in 2022 nam Tymon de Weger afscheid als wethouder. Twee dagen voor zijn afscheid is hij getroffen door een hersenbloeding waar hij van moet revalideren.